# Tra moglie e marito (film 1924)
Tra moglie e marito (Married Flirts) è un film muto del 1924 diretto da Robert G. Vignola impegnato qui nella sua prima regia per la MGM.
Il film aveva come interpreti principali Pauline Frederick, Conrad Nagel, Mae Busch e Huntley Gordon. La sceneggiatura di Julia Crawford Ivers si basa su Mrs. Paramor, romanzo di Louis-Joseph Vance pubblicato a New York nel 1924.

## Trama
Nellie Wayne trascura e perde, a causa della propria aspirazione a diventare scrittrice, il marito Pendleton. Lui viene irretito da Jill, una vamp, mentre Nellie - sotto lo pseudonimo di Mrs Paramoor - in Europa diventa un'autrice di grande successo. Un giorno, è sorpresa dall'incontrare la fascinosa Jill insieme a un suo vecchio amico, Perley Rex: scopre che i due si sono sposati dopo che Jill ha scaricato Pendleton. Perley però vorrebbe già divorziare e si mette a far la corte alla vecchia amica Nellie che, dal canto suo, civetta con lui per vendicarsi della rivale. Quando però Perley le chiede di sposarlo, lei rifiuta la sua proposta di matrimonio. I due Wayne, alla fine, si perdonano l'un l'altra e tornano insieme.

## Produzione
Il film, con il titolo di lavorazione Mrs. Paramour, venne prodotto dalla MGM nel primo anno dell'attività della nuova compagnia di produzione. L'interprete principale era Pauline Frederick, al top di una carriera dalle molte soddisfazioni. Nel film appaiono diverse celebrità in una scena in cui la signora Paramor, una scrittrice alla moda (la protagonista della storia), intrattiene le star che devono recitare in un film tratto da uno dei suoi romanzi. Alla festa, tra i numerosi ospiti, compaiono gli attori John Gilbert, Aileen Pringle e Mae Murray insieme al marito, il regista Robert Z. Leonard. In un ruolo di contorno, anche Norma Shearer, futura diva della MGM e futura moglie di Irving Thalberg, uno dei più potenti produttori di Hollywood.

## Distribuzione
Il copyright del film, richiesto dalla Metro-Goldwyn-Mayer Corp., fu registrato il 14 ottobre 1924 con il numero LP20654.
Il film fu presentato in prima il 4 ottobre 1924. La MGM che lo distribuiva, lo fece uscire nelle sale statunitensi il 27 ottobre 1924.
La pellicola andò persa nel corso di un incendio che si sviluppò alla MGM nei primi anni sessanta Non si conoscono copie ancora esistenti del film che viene considerato presumibilmente perduto.

### Date di uscita
IMDb
- USA	4 ottobre 1924	 (première)
- USA	27 ottobre 1924
- Austria	1925
- Finlandia	13 maggio 1926
- Portogallo	23 maggio 1928

Alias
- Legítima Defesa	Portogallo
- Männer auf Abwegen	Austria